# Pere de Bragança
Pere de Bragança (Lisboa 19 d'octubre de 1712 - ibídem 29 d'octubre de 1714) fou infant de Portugal i príncep de Brasil (1712 – 1714). Nasqué a la cort reial de Lisboa sent el fill primogènit del rei Joan V de Portugal i la seva esposa Maria Anna d'Àustria. Per línia materna era net de l'emperador Leopold I, i fou el germà gran dels futurs reis Josep I de Portugal i Pere III de Portugal. En néixer fou declarat hereu de la corona i li fou atorgat el títol de príncep del Brasil. La seva mort ocorregué prematurament quan a penes havia complert els dos anys i els seus drets dinàstics passaren al segon fill del matrimoni reial, l'infant Josep de Portugal.